# 十八街麻花
十八街麻花又称桂发祥，创立于20世纪20年代，是中国天津的著名小吃，是“天津三绝”之一。是中华老字号之一，现在中国各地开有多家分店。

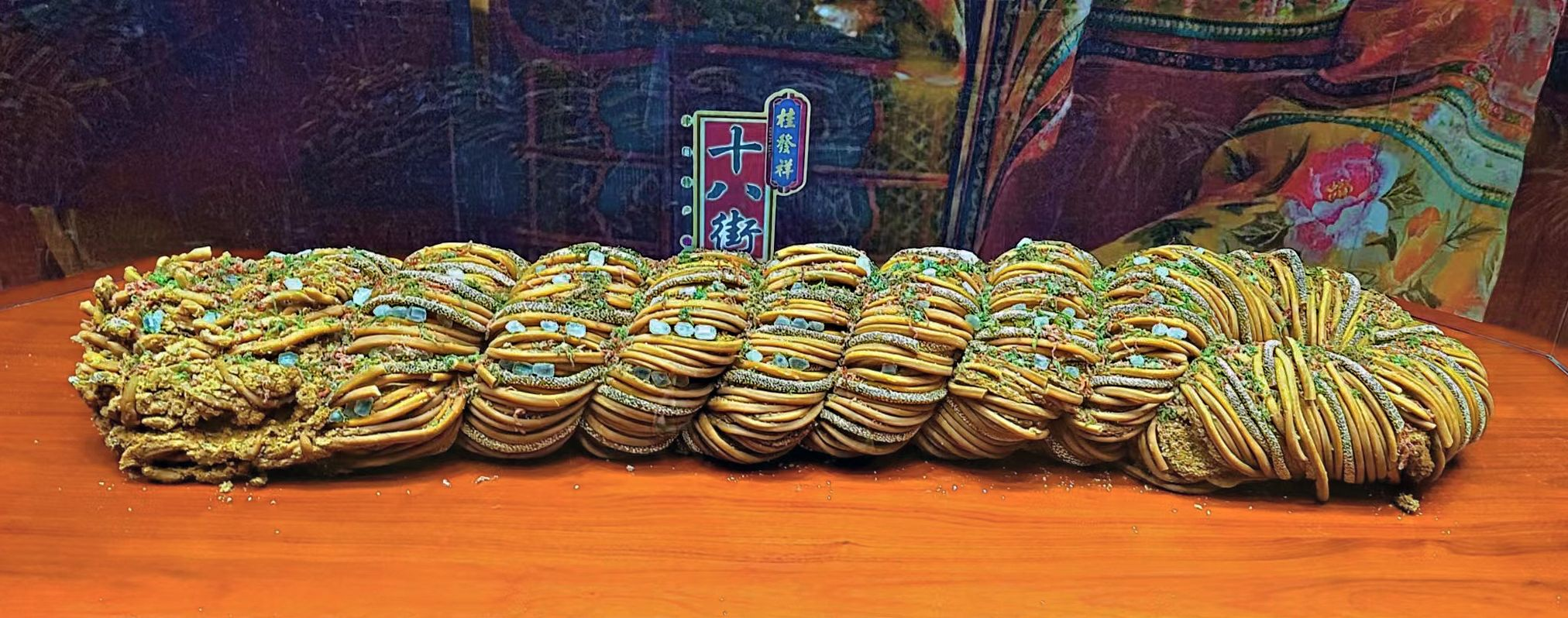
陈列于桂发祥食品广场展示柜中的一米长大型麻花

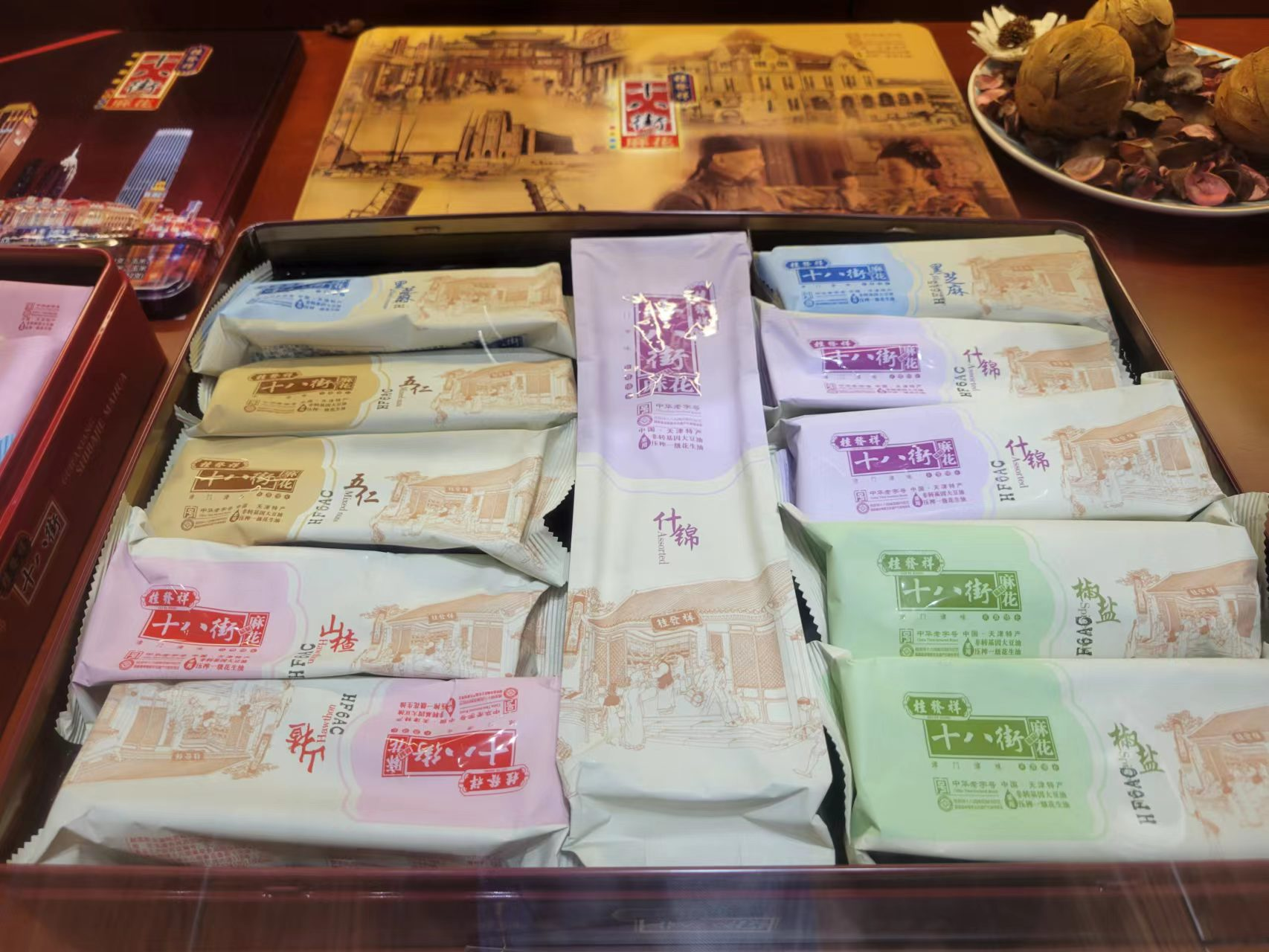
一盒桂发祥麻花礼盒，包含多种口味的麻花

## 历史
最早在1920年，由沧州人刘八在南楼开了一个麻花店，后来倒闭，店中的伙计兄弟俩范桂才和范桂林接手在十八街重新开店，店名桂发祥，其制作的麻花逐渐出名，被人俗称“十八街麻花”，1971年参加广交会，销往海外。1981年被天津市命名为市级优质产品。1983年桂发祥扩大为公司，并在石家庄太原和郑州成立分公司。

## 制作工艺
十八街麻花是用麵做的条，拧成绳结状，用油炸，其中有一条是用青梅、桂花等料配成的酥条，麻花香、酥、脆，可放置数月不变质。

## 分店
除天津外现存分店：北京天坛店、北京地安门店、王府井百货大楼、上海豫园。

## 相关链接
- 狗不理包子
- 耳朵眼炸糕
- 桂发祥麻花官方网站 （页面存档备份，存于）
- 视频 - 天津桂发祥十八街麻花制作技艺 （页面存档备份，存于）